# Love Sex Magic
„Love Sex Magic” este un cântec al interpretei americane Ciara. Piesa a fost compusă de The Y's, fiind inclusă pe cel de-al treilea material discografic de studio al artistei, Fantasy Ride. Aceeași compoziție include și porțiuni interpretate de Justin Timberlake. Înregistrarea a fost lansată ca al doilea single al albumului în luna martie a anului 2009.
„Love Sex Magic” a devenit unul dintre cele mai cunoscute cântece ale Ciarei la nivel mondial, ocupând poziții de top 10 într-o serie de clasamente din lume.

## Lista cântecelor
Disc single distribuit prin iTunes
- „Love Sex Magic” - 3:40 (versiunea de pe album)

## Clasamente
| Clasament                       | Poziția maximă | Referință |
| ------------------------------- | -------------- | --------- |
| Australia Singles Chart         | 5              | [ 2 ]     |
| Austria Singles Chart           | 17             | [ 2 ]     |
| Bulgaria Singles Chart          | 1              | [ 2 ]     |
| Belgium Singles Chart (Flandra) | 19             | [ 2 ]     |
| Belgium Singles Chart (Valonia) | 17             | [ 2 ]     |
| Canadian Hot 100                | 6              | [ 2 ]     |
| Denmark Singles Chart           | 12             | [ 2 ]     |
| European Hot 100                | 6              | [ 3 ]     |
| France Singles Chart            | 8              | [ 2 ]     |
| Germania Singles Chart          | 8              | [ 2 ]     |
| Ireland Singles Chart           | 31             | [ 2 ]     |
| Netherlands Singles Chart       | 26             | [ 2 ]     |
| Noua Zeelandă Singles Chart     | 6              | [ 2 ]     |
| Sweden Singles Chart            | 4              | [ 2 ]     |
| UK Singles Chart                | 5              | [ 2 ]     |
| U.S. Billboard Hot 100          | 10             | [ 2 ]     |